# マポロ3号
マポロ 3号（マポロ 3ごう、4月4日 - ）は、日本の漫画家。

## 来歴
『星のエイリアンに努力賞を。』が第34回（2020年1月期）JUMP新世界漫画賞にて佳作・超新星賞を受賞。審査員は白井カイウ。同作と『交差点珍道中』を『ジャンプGIGA』2020 SUMMERに掲載し、デビューを果たす。
2021年2号『週刊少年ジャンプ』に『ダダダダーン』を掲載。同年42号より『PPPPPP』を連載。
2023年10月より『少年ジャンプ+』にて『対世界用魔法少女つばめ』を連載。

## 人物
趣味・特技はポケモン。『週刊少年ジャンプ』2023年1号の目次コメントで、マポロの枠に同誌2022年45号に掲載された肥田野健太郎のコメントが載り、編集部が本来のコメントをTwitterで発表。マポロが『ポケットモンスター スカーレット・バイオレット』を楽しむ内容であったため、Twitterで話題となった。

## 作品リスト
- 星のエイリアンに努力賞を。（『少年ジャンプ+』2020年3月23日[2]、『ジャンプGIGA』2020 SUMMER[4]） - デビュー作[4]。
- 交差点珍道中（『ジャンプGIGA』2020 SUMMER[9]）
- ダダダダーン（『週刊少年ジャンプ』2021年2号[10]）
- 『PPPPPP』集英社〈ジャンプ・コミックス〉全8巻（『週刊少年ジャンプ』2021年42号[5] - 2023年13号[11]）
- 『対世界用魔法少女つばめ』集英社〈ジャンプ・コミックス〉全5巻（『少年ジャンプ+』2023年10月7日[12] - 2024年9月28日[13]）
  1. 2024年3月4日発売[14][15]、ISBN 978-4-08-884011-6
  2. 2024年6月4日発売[16]、ISBN 978-4-08-884159-5
  3. 2024年9月4日発売[17]、ISBN 978-4-08-884281-3
  4. 2024年12月4日発売[18]、ISBN 978-4-08-884360-5
  5. 2025年1月4日発売[19]、ISBN 978-4-08-884405-3